# 테이프 디스펜서

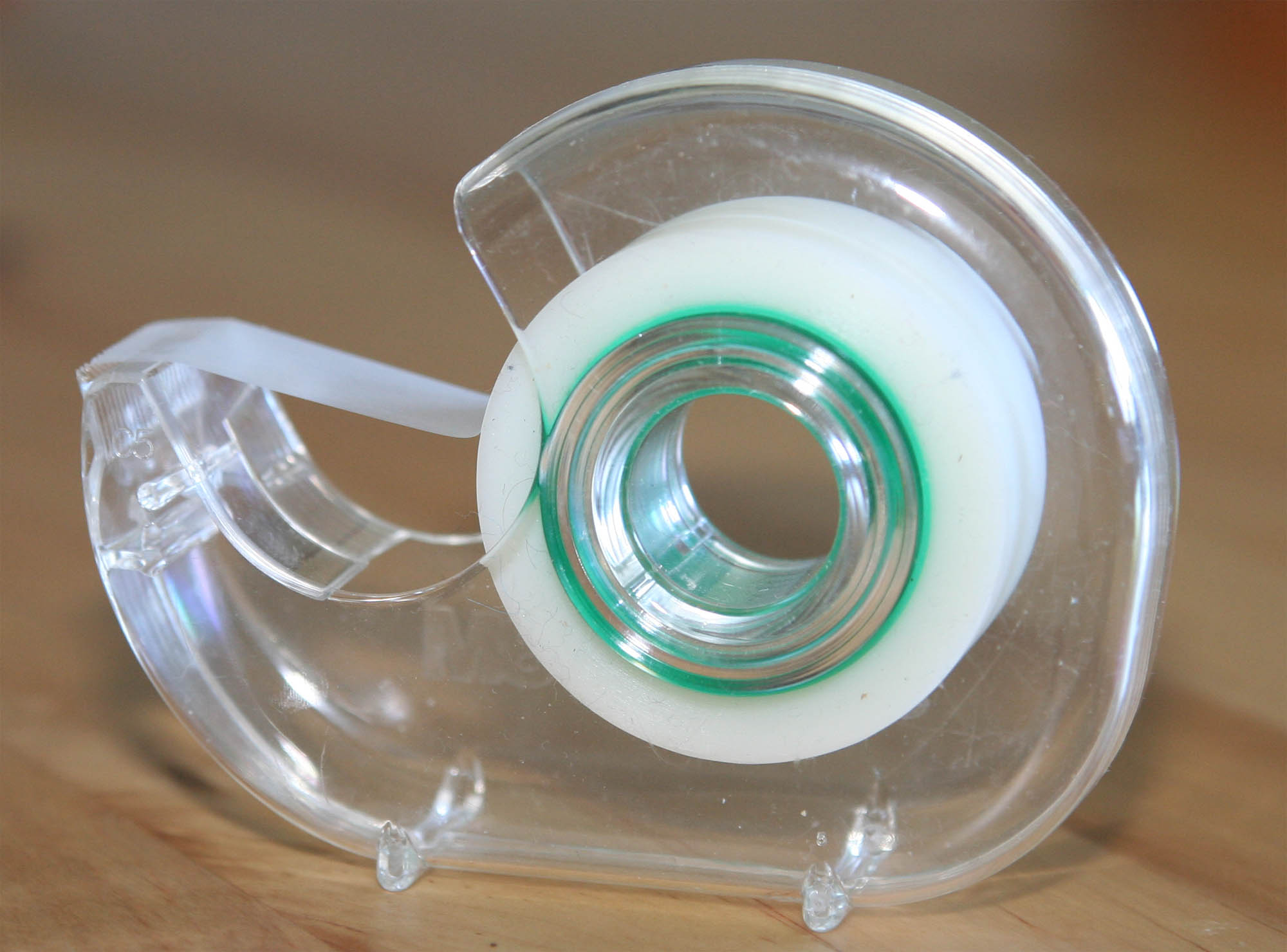
투명 테이프 디스펜서

테이프 디스펜서(영어: tape dispenser)는 롤 테이프를 고정시키며, 테이프를 절단 시킬 수 있는 장치이다. 종류가 다양하며, 일반적으로 플라스틱의 투명 테이프 디스펜서를 지칭한다. 형태에 따라 테이프를 보다 섬세하게 조정하거나, 인간공학적으로 다룰 수 있는 제품도 있다.